# Carmen Bastián
Carmen Bastián è un dipinto a olio del pittore catalano Marià Fortuny i Marsal, del 1871-1872. Si tratta di un dipinto atipico e molto scandaloso per la sua epoca, che l'artista dipinse per gusto personale. La galleria Oriol di Barcellona lo pagò 300.000 euro, e dal 2014 si trova al museo nazionale d'arte della Catalogna.

## Storia
La tela, senza firma e incompiuta, venne trovata nello studio del pittore alla sua morte, motivo per cui nell'angolo inferiore destro si trova il sigillo dell'esecuzione testamentaria. Rimase nelle mani della famiglia de Madrazo finche non venne venduta alla fine degli anni 1980 e non venne mai vista in pubblico fino al 1989, quando venne esposta a Barcellona in una mostra dedicata all'artista. Fino ad allora, non era mai stata menzionata in nessuno dei numerosi articoli e libri su Fortuny, né nella corrispondenza familiare.

## La modella
Colei che posò per l'opera era Carmen Bastián, una ragazza gitana che viveva nel quartiere granadino del Barranco de la Zorra. Ebbe un ottimo rapporto con la famiglia Fortuny e apparve nei quadri di artisti diversi. Si disse pure che fosse l'amante del pittore, però questo, in apparenza, non era vero, poiché egli aveva un buonissimo rapporto con sua moglie, Cecilia de Madrazo. Allora Carmen aveva quindici anni, ed ebbe una fine tragica: quando i Fortuny de Madrazo lasciarono Granada, Carmen andò a Madrid. Continuò a lavorare come modella per gli artisti nella capitale, con un acquerellista inglese. Però uno dei due fratelli della giovane si recò a Madrid con l'intenzione di riportarla a Granada. Ella non voleva e suo fratello la picchiò orribilmente. Di conseguenza, l'inglese la lasciò e Carmen si suicidò.

## Descrizione
Questo dipinto è insolito nell'opera fortuniana. Il pittore realizzò degli altri nudi artistici, come la sua famosa Odalisca; però questi dipinti erano diversi, poiché i corpi delle ragazze sembravano molto ben delineati e lisci, come le immagini di Venere. In quest'opera, al contrario, viene raffigurata una giovinetta spagnola contemporanea. La modella, sebbene sia bella, non è perfetta secondo i canoni: le gambe sono sottili e il volto non è perfetto a livello estetico. Come se non bastasse, ella è distesa con la gonna alzata fino alla cintura, come nelle foto pornografiche dell'epoca. Pertanto quest'opera mostra un realismo assoluto.
Il quadro mostra Carmen sdraiata sopra un sofà di legno in un interno sobrio inondato dalla luce. È completamente vestita, però ha la gonna sollevata, che mette in mostra l'inforcatura pelosa che è appunto il centro esatto della composizione. Ella sorride sfacciata guardando con la coda dell'occhio verso lo spettatore, reggendo un ventaglio nella sua mano destra a causa del calore.

## Stile
L'opera è luminosa, facendo risaltare la pelle della giovane e la porta dietro di lei; il candore della parete di fondo rafforza questa impressione. Il disegno è molto dettagliato nonostante sia stato fatto rapidamente. Come è tipico dell'opera del Fortuny, mentre alcune parti del quadro sono molto dettagliate, altre sembrano sfumate.